# 부산 마하사 응진전 영산회상도
부산 마하사 응진전 영산회상도(釜山 摩訶寺 應眞殿 靈山會上圖)는 부산광역시 연제구에 있는 조선시대의 불화이다. 2003년 9월 16일 부산광역시의 문화재자료 제16호로 지정되었다.

## 개요
마하사 응진전에 보존되어 있는 그림으로, 석가가 영취산에서 설법하는 모습을 그린 영산회상도이다.
이 영산회상도는 면 바탕에 채색하여 그려진 것으로, 화면은 중앙에 석가여래상이 연꽃무늬 대좌 위에 앉아 있고, 그 앞쪽 좌우측에는 총 4명의 보살상이 지물을 쥔 채 시립하고 있으며, 뒤쪽 좌우측에는 아난·가섭 등 총 4명의 제자상이 배치되어 있다. 그리고 화면 좌우측 가장자리에는 사천왕상이 2구씩 각각 위치하고 있다.
본존의 육신은 황색 바탕에 가는 붉은색 선으로 육신선을 표현하였다. 머리 부분은 군청을 바르고 윤곽선은 먹선으로 처리하였다. 눈썹과 수염은 녹청색을 한 줄 그어 두드러지게 표현하였고, 입술은 분홍색(주구)으로 표현하였다. 가사의 표면은 붉은색을, 이면은 군청을 발라 표현하였다.
보살상의 얼굴 부분 표현은 본존과 거의 유사하다. 불·보살상을 제외한 존상 표현은 분홍색(주구) 바탕에 붉은색으로 바림하여 음영을 표현하고 붉은색으로 육신선과 주름을 나타내었다. 화면 상단부에는 녹색·자주색의 구름무늬가 배치되어 있다.
색깔은 녹청·군청·붉은색·황색이 많이 쓰였으며, 보살상의 보관 장식·문수보살의 지물·사천왕의 보관 장식과 갑옷, 지물 등에 금박을 표현하였다. 특히 향좌측 다문천왕이 들고 있는 깃발에 황토 바탕에 백색으로 연화당초문을 두텁게 양감있게 표현하였고, 주름잡힌 부분 역시 아주 섬세하게 묘사하였으며, 눈썹·수염의 모근표현은 먹으로 도드라지게 인상적으로 표현하였다.
화면 아랫부분 좌우 양쪽에 있는 기록에 의하면, 이 영산회상도는 불강세후(佛降世後) 2937년 경술, 즉 1910년에 조성된 것임을 알 수 있다.
다문천왕을 섬세하고 인상적으로 표현하고 있는 마하사 응진전 영산회상도는 조선후기 부산·경남지역의 불교미술 양식과 계보를 살필 수 있는 자료적 가치가 있다.

## 참고 자료
- 부산 마하사 응진전 영산회상도 - 국가유산청 국가유산포털